# Komki-Peulh
Komki-Peulh est une localité située dans le département de Komki-Ipala de la province du Kadiogo dans la région Centre au Burkina Faso.  En 2006, cette localité comptait 516 habitants dont 52,7 % de femmes.